# Équipe d'Argentine de football à la Copa América 1920
L'équipe d'Argentine de football participe à sa 4e Copa América lors de l'édition 1920 qui se tient à Valparaíso au Chili du 11 septembre au 3 octobre 1920.

## Résultats

### Classement final
Les quatre équipes participantes sont réunies au sein d'une poule unique où chaque formation rencontre une fois ses adversaires. À l'issue des rencontres, l'équipe classée première remporte la compétition.
|   | Équipe    | Pts | J | G | N | P | BP | BC | Diff |
| - | --------- | --- | - | - | - | - | -- | -- | ---- |
| 1 | Uruguay   | 5   | 3 | 2 | 1 | 0 | 9  | 2  | +7   |
| 2 | Argentine | 4   | 3 | 1 | 2 | 0 | 4  | 2  | +2   |
| 3 | Brésil    | 2   | 3 | 1 | 0 | 2 | 1  | 8  | -7   |
| 4 | Chili     | 1   | 3 | 0 | 1 | 2 | 2  | 4  | -2   |

| 12 septembre | Argentine | 1 | 1 | Uruguay   |
| 20 septembre | Chili     | 1 | 1 | Argentine |
| 25 septembre | Argentine | 2 | 0 | Brésil    |

### Matchs
| 12 septembre 1920 | Argentine      | 1 – 1                                                                                               | Uruguay        | Sporting Club (Viña del Mar)                       |                                                    |
| | Echeverría 75e | (0 - 1)                                                                                             | Piendibene 10e | Spectateurs : 17 000 Arbitrage : Francisco Jiménez | Spectateurs : 17 000 Arbitrage : Francisco Jiménez |
| Tesoriere - Cortella, Bearzotti - Frumento, Dellavalle, Uslenghi - Calomino, Libonatti, Badalini, Echeverría, De Miguel | Équipes        | Legnazzi - Urdinarán, Foglino - Ruotta, Zibechi, Ravera - Somma, Pérez, Piendibene, Romano, Cámpolo |                | Spectateurs : 17 000 Arbitrage : Francisco Jiménez | Spectateurs : 17 000 Arbitrage : Francisco Jiménez |

| 20 septembre 1920                                                                              | Chili       | 1 – 1 | Argentine      | Sporting Club (Viña del Mar)                   |                                                |
|                                                                                                | Bolados 30e | (1 - 1) | Dellavalle 13e | Spectateurs : 16 000 Arbitrage : João De María | Spectateurs : 16 000 Arbitrage : João De María |
| Guerrero - Vergara, Poirier - Elgueta, Toro, Unzaga - Varas, Domínguez, Bolados, France, Muñoz | Équipes     | Tesoriere - Cortella, Bearzotti - Frumento, Dellavalle, Uslenghi - Calomino, Libonatti, Badalini, Lucarelli, De Miguel |                | Spectateurs : 16 000 Arbitrage : João De María | Spectateurs : 16 000 Arbitrage : João De María |

| 25 septembre 1920                                                                                                   | Argentine                      | 2 – 0 | Brésil | Sporting Club (Viña del Mar)                       |                                                    |
| | Echeverría 40e · Libonatti 73e | (1 - 0) |        | Spectateurs : 12 000 Arbitrage : Martín Aphesteguy | Spectateurs : 12 000 Arbitrage : Martín Aphesteguy |
| Tesoriere - Cortella, Bearzotti - Frumento, Presta, Bruzzone - Calomino, Libonatti, Badalini, Echeverría, De Miguel | Équipes                        | Kuntz - Telefone, Martins - Japonês, Sisson, Fortes - Zezé I, Constantino, Castelhano, Junqueira, Alvariza |        | Spectateurs : 12 000 Arbitrage : Martín Aphesteguy | Spectateurs : 12 000 Arbitrage : Martín Aphesteguy |

## Navigation